# Karen Ølstad
Karen Ølstad (Røyken, 22 september 1839-Oslo, 14 februari 1913) was een Noors pianiste
Ze kreeg haar muzikale opleiding aan het Conservatorium van Leipzig, alwaar meerdere Noorse talenten opleiding kregen. In 1879 begon ze zelf met pianoles geven, net teruggekeerd uit Leipzig.
Enkele concerten:
- 26 april 1880: Frederikstad: ze begeleidde Elisabeth Hals in werken van Richard Wagner; speelde een pianosonate van Ludwig van Beethoven solo en begeleidde vervolgens Ingeborg Pettersen;
- 22 september 1880: Oslo: ze begeleidde Elisabeth Hals in de Sonate voor viool en piano van Edvard Grieg ;
- 14 juni 1882: ze begeleidde Eugène Ysaÿe tijdens zijn concert in Stavanger; een van de programmaonderdelen was het Tweede vioolconcert van Henryk Wieniawski in de versie voor viool en piano; ze kwam die avond ook als solist naar voren in werken van Grieg
- 10 februari 1883: Oslo: ze hielp mee Erika Nissen de Poolse sterviolist Stanislas Barcewicz te begeleiden;
- oktober 1886 haar eigen concerten in Oslo en Frederikstad